# Albrecht III van Saksen-Wittenberg
Albrecht III van Saksen-Wittenberg bijgenaamd de Arme (Wittenberg, circa 1383 - aldaar, 12 november 1422) was van 1419 tot aan zijn dood hertog van Saksen-Wittenberg en keurvorst van Saksen. Hij behoorde tot het huis Ascaniërs.

## Levensloop
Albrecht III was de jongste zoon van hertog Wenceslaus I van Saksen-Wittenberg en diens echtgenote Cecilia, dochter van Francesco I da Carrara, heer van Padua. In 1407 verscheen hij voor het eerst in geschreven documenten.
In 1419 volgde hij zijn broer Rudolf III op als hertog van Saksen-Wittenberg en keurvorst van Saksen. Hij erfde een land dat uitgeput was door de Lüneburgse Successieoorlogen en door de jarenlange vete met het aartsbisdom Maagdenburg. Omdat de schatkist zo goed als leeg was, kon Albrecht geen bedienden betalen en leidde hij een heel eenzaam leven.   
In een poging om wat inkomsten te verwerven voerde hij in 1421 marktstallingsheffingen in Wittenberg in. Hij kwam zodanig in conflict met de stadsburgers dat het tot een gewapend dispuut kwam, omdat Wittenberg dit recht al vele generaties had. Uiteindelijk moest keurvorst Frederik I van Brandenburg bemiddelen om het conflict op te lossen. Hij besloot dat het gedrag van de stadsburgers van Wittenberg tegenover hun leenheer ongepast was, maar hij ondersteunde wel hun marktrechten als ze hun verontschuldigingen aanboden aan Albrecht. 
In 1422 ontstond er per ongeluk brand in een boerderijhuis op de Lochauheide nabij Annaburg, waar Albrecht samen met zijn echtgenote overnachtte. Het vuur kwam zo dicht bij hen dat ze enkel in nachtkledij door het raam gered moesten worden. Verschillende bedienden van Albrecht stierven tijdens de brand. Hij was zo geschokt door de brand dat hij enkele dagen later stierf, waarna hij werd bijgezet in de Franciscanenkapel van Wittenberg.
Omdat hij geen mannelijke nakomelingen had, stierf de linie Saksen-Wittenberg van het huis Ascaniërs uit. Na zijn dood schonk keizer Sigismund het hertogdom Saksen-Wittenberg en het keurvorstendom Saksen aan markgraaf Frederik IV van Meißen uit het huis Wettin.

## Huwelijk
Op 14 januari 1420 huwde Albrecht met Euphemia (1404-1442), dochter van hertog Koenraad III van Oels. Het huwelijk bleef kinderloos. Na zijn overlijden erfde Euphemia het kasteel van Liebenwerda en in 1432 hertrouwde ze met vorst George I van Anhalt-Dessau.

## Voorouders
| Voorouders van Albercht III van Saksen-Wittenberg (1383-1422) | Voorouders van Albercht III van Saksen-Wittenberg (1383-1422)       | Voorouders van Albercht III van Saksen-Wittenberg (1383-1422)       | Voorouders van Albercht III van Saksen-Wittenberg (1383-1422)  | Voorouders van Albercht III van Saksen-Wittenberg (1383-1422)  | Voorouders van Albercht III van Saksen-Wittenberg (1383-1422)  | Voorouders van Albercht III van Saksen-Wittenberg (1383-1422)  | Voorouders van Albercht III van Saksen-Wittenberg (1383-1422)  | Voorouders van Albercht III van Saksen-Wittenberg (1383-1422)  |
| ------------------------------------------------------------- | ------------------------------------------------------------------- | ------------------------------------------------------------------- | -------------------------------------------------------------- | -------------------------------------------------------------- | -------------------------------------------------------------- | -------------------------------------------------------------- | -------------------------------------------------------------- | -------------------------------------------------------------- |
| Overgrootouders                                               | Albrecht II van Saksen (1250-1298) ∞ Agnes van Habsburg (1257-1322) | Albrecht II van Saksen (1250-1298) ∞ Agnes van Habsburg (1257-1322) | Ulrich I van Lindau-Ruppin (-) ∞ ? (-)                         | Ulrich I van Lindau-Ruppin (-) ∞ ? (-)                         | Jacopo II da Carrara (–1350) ∞ ? (-)                           | Jacopo II da Carrara (–1350) ∞ ? (-)                           | ? (–) ∞ ? (-)                                                  | ? (–) ∞ ? (-)                                                  |
| Grootouders                                                   | Rudolf I van Saksen (1284-1356) ∞ Agnes van Lindau (-1343)          | Rudolf I van Saksen (1284-1356) ∞ Agnes van Lindau (-1343)          | Rudolf I van Saksen (1284-1356) ∞ Agnes van Lindau (-1343)     | Rudolf I van Saksen (1284-1356) ∞ Agnes van Lindau (-1343)     | Francesco I da Carrara (1325-1393) ∞ Fina Buzzaccarini (-)     | Francesco I da Carrara (1325-1393) ∞ Fina Buzzaccarini (-)     | Francesco I da Carrara (1325-1393) ∞ Fina Buzzaccarini (-)     | Francesco I da Carrara (1325-1393) ∞ Fina Buzzaccarini (-)     |
| Ouders                                                        | Wenceslaus van Saksen (1337-1388) ∞ Cecilia da Carrara (-1435)      | Wenceslaus van Saksen (1337-1388) ∞ Cecilia da Carrara (-1435)      | Wenceslaus van Saksen (1337-1388) ∞ Cecilia da Carrara (-1435) | Wenceslaus van Saksen (1337-1388) ∞ Cecilia da Carrara (-1435) | Wenceslaus van Saksen (1337-1388) ∞ Cecilia da Carrara (-1435) | Wenceslaus van Saksen (1337-1388) ∞ Cecilia da Carrara (-1435) | Wenceslaus van Saksen (1337-1388) ∞ Cecilia da Carrara (-1435) | Wenceslaus van Saksen (1337-1388) ∞ Cecilia da Carrara (-1435) |